# Jacques Taminiaux
Jacques Taminiaux est un philosophe belge né à Seneffe le 29 mai 1928 et mort le 7 mai 2019 à Saint-Sauveur (Frasnes-lez-Anvaing).

## Biographie
Docteur en droit de l'Université catholique de Louvain (UCL, aujourd'hui UCLouvain) (1950), Jacques Taminiaux est également docteur en philosophie (1954) et maître-agrégé de l'École Saint-Thomas d'Aquin (1967) de cette même université.
Élève étranger de l'École Normale Supérieure de Paris (1950-1952) et chercheur pour le compte du Fonds National de la Recherche Scientifique (1954-1960), il a enseigné à l'Institut supérieur de philosophie de l'UCL (1961-1990). Il fut également professeur au Boston College (1968-2004).
Ses centres d'intérêt sont  la phénoménologie, la philosophie de l'art et la philosophie politique.
En 1973, il fonde, au sein de l'Institut supérieur de philosophie, le Centre d'études phénoménologiques, pendant du Husserl Archief de la Katholieke Universiteit Leuven, à l'occasion de la séparation des deux universités de Louvain. Il dirige ce centre dè sa fondation et jusqu'à son éméritat.
Il a reçu le prix Francqui en 1977 pour son œuvre scientifique.

## Publications[2]

### Livres en français
- La Nostalgie de la Grèce à l’aube de l’idéalisme allemand. Kant et les Grecs dans l’itinéraire de Schiller, de Hölderlin et de Hegel, La Haye, Martinus Nijhoff, 1967.
- Le regard et l'excédent, La Haye, Martinus Nijhoff, "Phaenomenologica", 1977. 193 p.
- Recoupements, Bruxelles, Editions Ousia, 1982. 212 p. (épuisé)
- Lectures de l’ontologie fondamentale. Essais sur Heidegger, Grenoble, J. Millon, "Krisis", 1989. 300 p.
- La fille de Thrace et le penseur professionnel : Arendt et Heidegger, Paris, Payot, "Critique de la politique", 1992. 246 p.
- Le Théâtre des philosophes, Grenoble, J. Millon, "Krisis", 1995. 303 p.
- Sillages phénoménologiques : Auditeurs et lecteurs de Heidegger, Bruxelles, Editions Ousia, 2002. 296 p.
- Art et événement : spéculation et jugement des Grecs à Heidegger, Paris, Belin, "L’extrême contemporain", 2005. 250 p.
- Maillons herméneutiques : études de poétique, de politique et de phénoménologie, Paris, PUF, 2009, coll. "Fondements de la politique". 352 p.
- Chroniques d'anthropologie politique, Paris, Hermann, 2014, coll. "Le Bel Aujourd'hui",  (ISBN 978-2705688783).

### Traductions en français
- Heidegger (Martin), Qu'est-ce qu'une chose ?, traduit de l'allemand par Jean Reboul et Jacques Taminiaux, Paris Gallimard, 971. 256 p.
- Hegel (G.W.F.), Système de la vie éthique, présentation et traduction de Jacques Taminiaux, Paris, Payot (Critique de la politique). 1976, 211 p.

### Livres en anglais
- Dialectic and Difference: Modern Thought and the Sense of Human Limits, réd. par Robert Crease et James T. Decker, Humanities Press International, "Contemporary Studies in Philosophy and the Human Sciences", 1985. 177 p. (réédition : 1990)
- Heidegger and the project of fundamental ontology, traduit et réd. par Michael Gendre, Albany (N. Y.) : State University of New York Press, "SUNY Series in Contemporary Continental Philosophy", 1991. 268 p.
- Poetics, Speculation, and Judgment: The Shadow of the Work of Art from Kant to Phenomenology, Albany (N. Y.) : State University of New York Press, "SUNY Series in Contemporary Continental Philosophy", 1993. 206 p.
- The Thracian Maid and the Professional Thinker: Arendt and Heidegger, traduit et réd. par Michael Gendre, Albany (N. Y.) : State University of New York Press, "SUNY Series in Contemporary Continental Philosophy", 1997. 246 p.
- The metamorphoses of phenomenological reduction (The Aquinas Lecture), Milwaukee (Wisconsin) : Marquette University Press, 2004. 64 p.

### Livres en néerlandais
- Het Thracische dienstmeisje en de professionele denker: Hannah Arendt en Martin Heidegger, traduction : Jos Augustus et Ineke van de Burg, Nimègue : SUN, "Filosofische diagnosen", 2000. 239 p.